# Rue Dombasle (Noisy-le-Sec)
Pour les articles homonymes, voir Rue Dombasle.
La rue Dombasle est une voie de circulation de Noisy-le-Sec,.

## Situation et accès
Orientée sud-ouest-nord-est, cette rue coupe notamment le boulevard Michelet et le boulevard de la République.

## Origine du nom

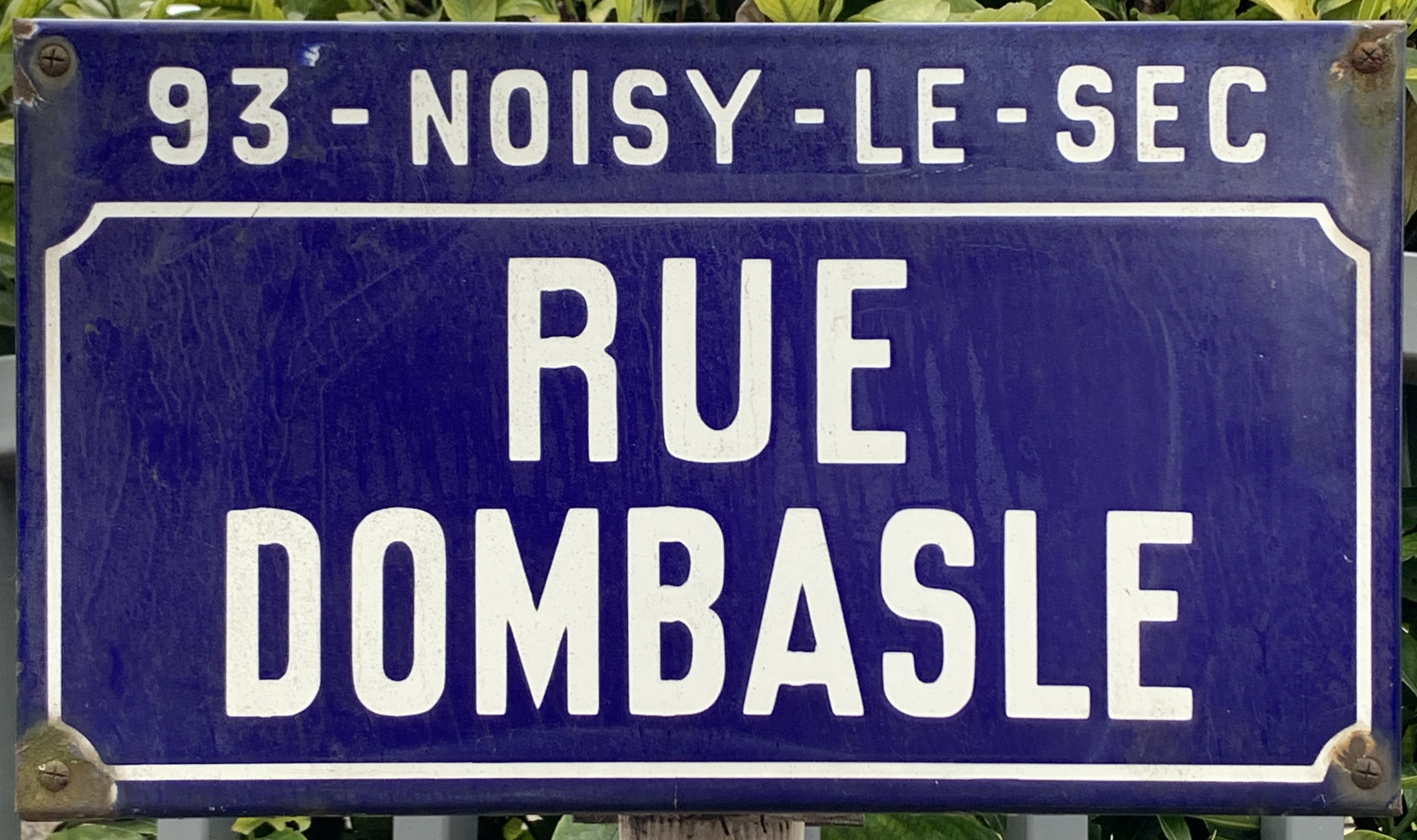
Plaque de la rue.

En 1888, cette rue a été nommée ainsi en hommage Mathieu de Dombasle, ingénieur agronome.

## Historique

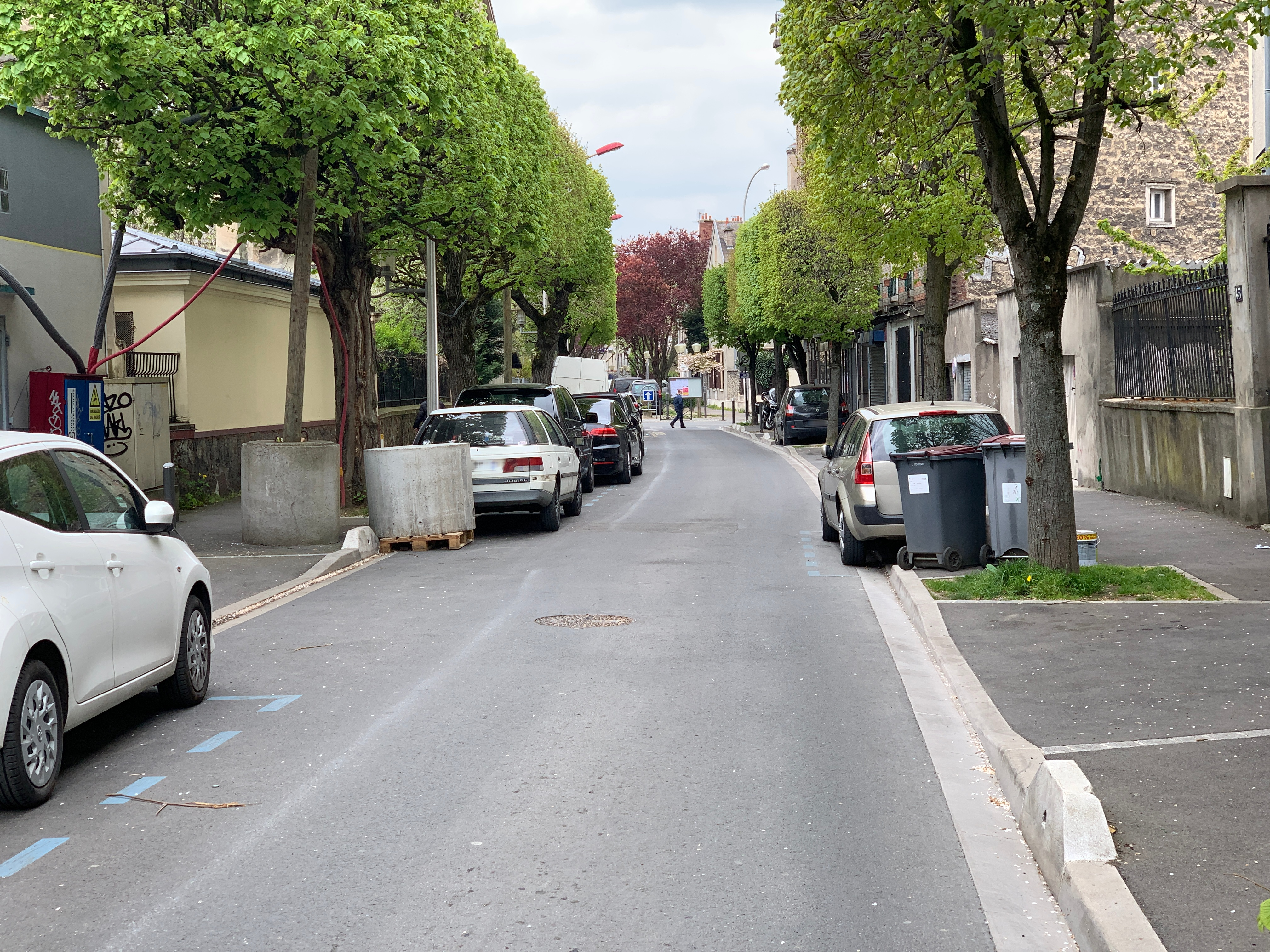
La rue en avril 2021.

À cet endroit passait autrefois le chemin des Plants-de-Bondy, qui se dirigeaient vers la commune de Bondy. Les plants de Bondy étaient des terres à vignes tenant à la censive du prieuré Saint-Martin-des-Champs.
Cette route fut aussi appelée chemin de la Grande Tour, puis rue de la Grande-Tour, du nom d'un moulin à vent.
Ce moulin, situé à l’angle de l’allée des Fleurs et du boulevard Michelet, est attesté en 1501, lorsqu'un meunier nommé Jehan Boullenger le céda à l’église, avec deux arpents de terre. Il fut desaffecté en 1845 puis détruit vers 1850. Le chemin fut coupé lors de la construction de la ligne de Paris-Est à Strasbourg-Ville en 1847, puis par la ligne de la grande ceinture de Paris en 1875.

## Bâtiments remarquables et lieux de mémoire
- Église Saint-Jean-Baptiste de Noisy-le-Sec, édifiée en 1929[8].
- Au no 13, une maison recensée à l'inventaire général du patrimoine culturel[9].